# Setanta decorosa
Setanta decorosa là một loài tò vò trong họ Ichneumonidae.